# Ружново (Куявсько-Поморське воєводство)
Ружново (пол. Różnowo, нім. Rosenau) — село в Польщі, у гміні Хелмно Хелмінського повіту Куявсько-Поморського воєводства.
Населення — 157 осіб (2011).
У 1975-1998 роках село належало до Торунського воєводства.

## Демографія
Демографічна структура станом на 31 березня 2011 року:
|          | Загалом | Допрацездатний вік | Працездатний вік | Постпрацездатний вік |
| -------- | ------- | ------------------ | ---------------- | -------------------- |
| Чоловіки | 79      | 25                 | 45               | 9                    |
| Жінки    | 78      | 26                 | 34               | 18                   |
| Разом    | 157     | 51                 | 79               | 27                   |